# 燃灯佛

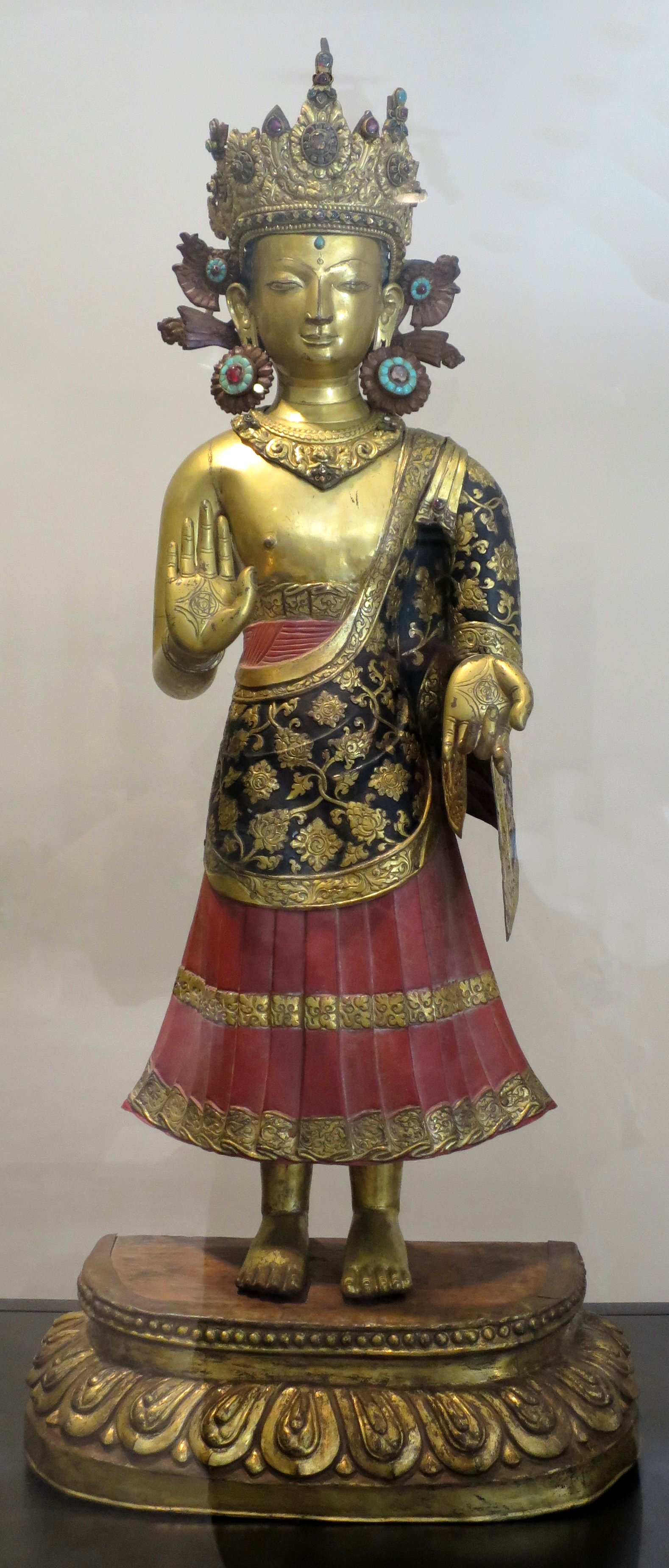
尼泊尔17世纪的燃灯佛镀金铜像，现藏于诺顿·西蒙博物馆。

燃灯佛（Dīpaṃkara），意为“锭光”，出生時周圍一切光明故得名，佛教中纵三世佛之过去佛，为释迦牟尼佛之前的佛，地位极尊，而来世佛则为“弥勒佛”。因燃灯佛出生时，身边一切光明如灯，故称为燃灯佛，又名定光如来、锭光佛、普光佛，或加古字作燃燈古佛等。

## 經典記載
《增一阿含經》記載燃燈佛（定光如來、燈光佛）曾在过去世为释迦牟尼授记，预言他未来将成佛，是为释迦牟尼佛授记之师。曾有一次，燃燈佛經過一污水，一個梵志（婆罗门）匍匐，用自己頭髮鋪在地上，使燃燈佛不須把腳弄髒，此人被預言成佛，即釋迦牟尼佛。
《修行本起經》和《太子瑞應本起經》記載传说释迦牟尼过去世曾以五茎莲花供养燃灯佛，而被预言将在九十一劫后的贤劫成佛。佛经中的许多佛、菩萨都曾是他的弟子。
《贤愚经》卷三〈贫女难陀品第五十三〉記載，过去久远二阿僧祇九十一劫時，有一大國，國王波塞奇，兒子出家成佛爲寶髻佛（Ratnaśikhin，勒那識祇，他經作“能作光佛”），有一比丘名聖友（阿梨蜜羅），承擔了為期三個月的爲寶髻佛供燈，日日操辦，引起王女牟尼的詢問，牟尼得知供燈的詳情後，歡喜承諾承擔操辦，將燈具送至寺舍，供聖友供養。於是寶髻佛爲他們授記，聖友於一阿僧祇劫後成佛爲定光佛，牟尼於二大阿僧祇劫并九十一劫後成佛爲释迦牟尼佛，牟尼心生大歡喜，立即得轉女成男。
另有經典說，過去有睫如來出世時，一童子以瓦片盛油，手捧著供養如來，因此得到授記未來成佛爲燃燈佛，頸上和肩上會有大光明。
《无量寿经》谓过去久远劫，锭光佛出世。其後依次有五十三尊佛出世。至第五十四尊，号世自在王如来时，于其僧团中有一比丘号曰法藏，後成佛爲阿弥陀佛。
《大悲经》卷三〈殖善根品〉谓燃灯佛以後，有莲华上佛，至过去七佛，总有十四佛出世。《大毗婆沙论·卷一七八》说釋迦牟尼佛于第三阿僧祇劫曾遇七万七千佛，其中之首位，即为燃灯佛。汉传佛教認為燃燈佛是庄严劫千佛第一尊，或许即《过去庄严劫千佛名经》中的首尊华光佛。

## 寺院
中国各地有一些燃灯寺，如四川成都市有一始建于隋朝开皇年间的燃灯寺，文革期间被毁后于上世纪90年代重建。此外还有河南南阳西峡燃灯寺、云南红河建水城东门外燃灯寺、通州北端运河西岸的燃灯佛舍利塔等等。

## 佛像
希腊化犍陀罗佛像艺术的迦毕试样式（Kapicsa Style）——是指贵霜帝国时代流行于阿富汗迦毕试（今贝格拉姆）一带的一种佛像风格，表现最多的是为燃灯佛和舍卫城神变中焰肩佛两种形象。原喀布尔博物馆收藏多尊3-4世纪的此类佛像。
2001年3月19日被阿富汗塔利班政权毁掉的两尊巴米扬大佛，其中较大的那尊也被认为是燃灯佛的形象。

## 其他
中國以農曆八月廿二日為燃燈古佛誕。
另外，藏传佛教的燃灯节与燃灯古佛无关，是纪念格鲁派（俗称黄教）開山祖師宗喀巴1419年在甘丹寺圆寂成佛的日子。每年藏历10月25日，各家寺院和俗家屋顶均要点亮无数盏灯，故称为燃灯节，藏语为“葛登阿曲”，“阿曲”意为“五供”。
《楞嚴經》云：「千年暗室，一燈即明」；《華嚴經》云：「猶如大虛空，慧燈破諸闇」，又云：「譬如一燈，入於闇室，百千年闇，悉能破盡」；《六祖大師法寶壇經》云：「一燈能除千年闇，一智能滅萬年愚」；香港慈山寺謂：「萬古一燈，一燈一善念」。

## 文學形象
- 在《西游记》中有“南无燃灯上古佛”，列为众佛之首。
- 在《封神演义》中，燃灯佛的前身為闡教仙人燃灯道人，日后加入西方教成佛。
- 在《三寶太監西洋記》中，有「釋迦如來是諸釋之法王，燃燈古佛是如來授記之師父」的記載，又引詩為證：「嘗聞釋迦佛，先受燃燈記。燃燈與釋迦，只論前後智。前後體非殊，異中無一理。一佛一切佛，心是如來地。」並描述其佛相「燃燈古佛，又名定光佛。你看他，無我相，無人相，無眾生相，無壽者相，頂上光明，直沖千百丈」。小說中的僧人金碧峰，為明朝國師，正是燃燈佛轉世。

## 图库

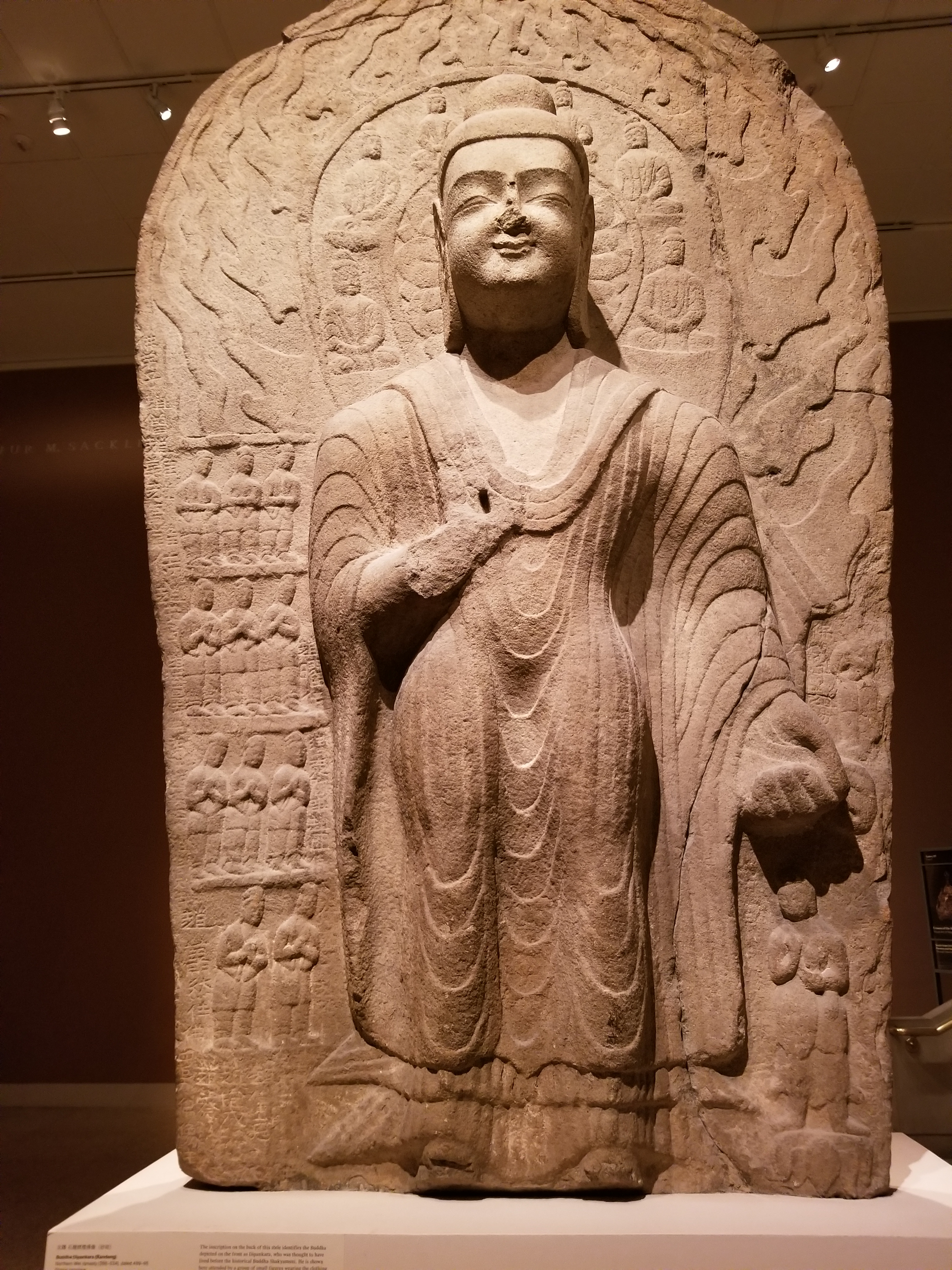
北魏石雕燃灯佛像，藏于大都会艺术博物馆。
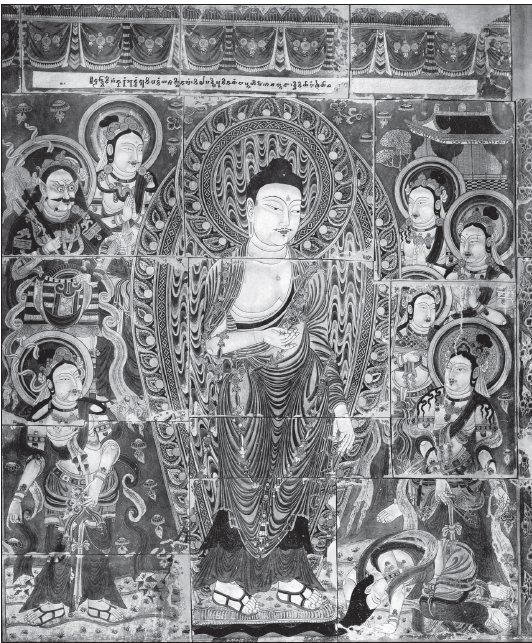
燃灯佛授记图，新疆柏孜克里克千佛洞第9窟。

## 資料來源
1. 1 2  參見 授記
2. 1 2  彭友智. . 紅螞蟻圖書有限公司. 2017-06-20  [2020-01-10]. ISBN 978-986-92792-8-4. （原始内容存档于2020-08-08） （中文（臺灣））.
3. ↑  ,   [2019-12-17], （原始内容存档于2020-08-08） （中文（中国大陆））
4. ↑  . www.sohu.com.   [2024-09-06]. （原始内容存档于2024-09-06）.
5. ↑  . Buddha Bamiyan.   [2019-12-17]. （原始内容存档于2007-09-29） （德语）.